# Тривињано (Венеција)
Тривињано је насеље у Италији у округу Венеција, региону Венето.
Према процени из 2011. у насељу је живело 2227 становника. Насеље се налази на надморској висини од 7 м.